# UTC-3
UTC−3 è un fuso orario, in ritardo di 3 ore sull'UTC.

## Zone
È utilizzato nei seguenti 7 Stati ed altri territori:
- Argentina
- Brasile:
  - Alagoas
  - Amapá
  - Bahia
  - Ceará
  - Distretto Federale
  - Espírito Santo
  - Goiás
  - Maranhão
  - Minas Gerais
  - Pará
  - Paraíba
  - Paraná
  - Pernambuco
  - Piauí
  - Rio de Janeiro
  - Rio Grande do Norte
  - Rio Grande do Sul
  - Santa Catarina
  - San Paolo
  - Sergipe
  - Tocantins
- Cile:
  - Regione di Magellano e dell'Antartide Cilena
- Francia:
  - Guyana francese
  - Saint-Pierre e Miquelon
- Regno Unito:
  -  Isole Falkland
- Suriname
- Uruguay

Si sottolineano i casi particolari di Argentina, Uruguay, Suriname e Saint-Pierre e Miquelon, più vicini o a ridosso del 60º meridiano ovest, che adottano questo fuso come espediente artificiale di ora legale permanente.

## Geografia
In teoria UTC−3, anche detta Ora di San Paolo per la grande area metropolitana al centro di questo fuso, corrisponde a una zona di longitudine compresa tra 52,5° W e 37,5° W e l'ora utilizzata corrispondeva all'ora solare media del 45º meridiano ovest, riferimento soppiantato dal UTC nel 1972.

## Ora legale
Saint-Pierre e Miquelon adotta l'ora legale, e passa a UTC-2 in estate.
Reciprocamente, le zone a UTC-4 che osservano l'ora legale, ossia il Cile e la Nuova Scozia, passano a UTC−3.